# 磁西站
磁西站是位于河北省武安市磁山镇的一个铁路车站，邮政编码056302。车站建于1971年，有邯长铁路经过该站，现办理客货运业务，车站及其上下行区间均已电气化。车站距离邯郸站50公里，隶属北京铁路局，是四等站。
本站已于2014年7月完成的邯长铁路邯郸南至悬钟段复线电气化改造工程中被拆除。
1. ↑  . 河北新闻网. 2019-12-16  [2021-01-08]. （原始内容存档于2021-01-10）. 该段管辖京广线窦妪站至小康庄站、邯长线林村站至北舍站、马磁线七公里站至磁山站及沙午线各站
2. ↑  . 邯郸日报. 2014-07-10  [2024-04-23]. （原始内容存档于2024-04-22）. 改造13个车站，并拆除牛叫河、磁西、东戌、弹音4个车站